# Charles Upham
Charles Hazlitt Upham VC & Bar (ur. 21 września 1908 w Christchurch, zm. 22 listopada 1994 tamże) – nowozelandzki wojskowy, oficer piechoty, jeden z trzech w historii i jedyny podczas II wojny światowej żołnierz odznaczony dwukrotnie Krzyżem Wiktorii.

## Życiorys
Był synem prawnika Johna Hazlitta Uphama oraz Agathy Mary Coates. W 1927 roku ukończył Christ’s College w Christchurch, trzy lata później uzyskał dyplom w Canterbury Agricultural College w Lincoln. Był reprezentantem szkoły w rugby i wioślarstwie. Po sześcioletnim okresie pracy przy hodowli owiec oraz trzech latach pracy urzędniczej powrócił do Lincoln celem dalszej edukacji. Zmobilizowany we wrześniu 1939 roku jako szeregowy, został przydzielony do 20. batalionu 2. Dywizji nowozelandzkiej, w składzie Second New Zealand Expeditionary Force (2nd NZEF).
Zrezygnował z kursu oficerskiego w obawie, że to opóźni jego wyjazd na front i w grudniu 1939 roku, awansowany do stopnia sierżanta, został wysłany z pierwszymi oddziałami nowozelandzkimi do Egiptu. Tam został w lipcu następnego roku nakłoniony do odbycia kursu oficerskiego. Po promocji w listopadzie 1940 roku, objął dowodzenie nad plutonem w 20. batalionie. Wraz z nim wziął udział w walkach w Grecji w marcu i kwietniu oraz bitwie o Kretę w maju 1941 roku. Na Krecie zasłużył na swój pierwszy Krzyż Wiktorii, 22 maja prowadząc swój pluton do nocnego przeciwnatarcia w rejonie lotniska Maleme. Wykazał się odwagą w bezpośrednim starciu, wnikając w głąb nieprzyjacielskich pozycji, zaś po załamaniu ataku umożliwił powrót na pozycję odciętemu oddziałowi. Został raniony w bark odłamkiem granatu moździerzowego, ale pozostał w linii. 25 maja w rejonie wioski Galatas poprowadził swój pluton do kolejnego kontrataku, zatrzymując nacierających Niemców. 30 maja wziął udział w obronie kwatery dowództwa w Sfakii. Podczas walk na Krecie otrzymał jeszcze postrzał w stopę, kulę usunięto mu dopiero po ewakuacji do Egiptu. W październiku 1941 roku podjęto decyzję o odznaczeniu go Krzyżem Wiktorii za męstwo w boju.
Pozostawiony na tyłach decyzją swego dowódcy, Howarda K. Kippenbergera, wziął udział w reorganizacji 20. batalionu po ciężkich stratach, jakie ten poniósł w walkach w Libii. W maju 1942 roku został awansowany do stopnia kapitana. Jako dowódca kompanii C walczył pod Minqâr Qaim w ostatnich dniach czerwca oraz wziął udział w I bitwie pod El Alamein w lipcu 1942 roku. W nocy z 14 na 15 lipca wyróżnił się ponownie, w rejonie Ruweisat, prowadząc swą kompanię do ataku na bagnety. Został wówczas ranny w ramię a następnie w nogę, walcząc do końca. Podczas niemieckiego kontrataku dostał się do niewoli niemieckiej. Osadzony początkowo w obozie jenieckim we Włoszech a następnie w Niemczech, kilkakrotnie próbował ucieczki. Ostatecznie został przeniesiony do Oflagu IV C Colditz. Wyzwolony w kwietniu 1945 roku, został odesłany do Wielkiej Brytanii, pomimo deklarowanej chęci powrotu do służby liniowej. We wrześniu 1945 roku został za męstwo wykazane w boju pod El Alamein po raz drugi odznaczony Krzyżem Wiktorii, jako trzeci w historii, jedyny w II wojnie światowej i jedyny liniowy żołnierz wojsk Wspólnoty (pozostali dwaj dwukrotnie odznaczeni byli członkami korpusu medycznego).
W Wielkiej Brytanii spotkał się z Mary (Molly) Eileen McTamney, z którą był związany jeszcze w Nowej Zelandii, a która przybyła do Europy jako pielęgniarka. Pobrali się w New Milton 20 czerwca 1945 roku. We wrześniu tegoż roku powrócił do Nowej Zelandii, żona przybyła za nim, w grudniu. Zwolniony ze służby w listopadzie, osiadł na farmie u ujścia rzeki Conway w regionie Canterbury. Obywatele Christchurch w uznaniu jego zasług zebrali ponad 10 000 funtów, które chcieli przekazać mu na zakup ziemi, ale on odmówił ich przyjęcia. Większość tych środków została następnie przeznaczona na fundusz stypendialny jego imienia (Charles Upham Scholarship Fund) dla dzieci nowozelandzkich kombatantów. Prowadził farmę wraz z żoną i trzema córkami do stycznia 1994 roku, gdy zły stan zdrowia zmusił go do osiedlenia się w Christchurch. Tam zmarł w listopadzie tegoż roku i został pochowany z pełnymi honorami wojskowymi. W pogrzebie uczestniczyło ponad 5000 osób.